# Żydy (województwo mazowieckie)
Żydy – wieś sołecka w Polsce położona w województwie mazowieckim, w powiecie białobrzeskim, w gminie Radzanów.
Powstała w późnym średniowieczu (XIV -XV wiek) jako Olszowe Laski/Laskowa Wola. Od XVI w. pod nazwą Żydowa Wola, a następnie Żydy (w latach 1940-45 - Marianów). 
W latach 1975–1998 miejscowość należała administracyjnie do województwa radomskiego.
Wierni Kościoła rzymskokatolickiego należą do parafii pw. Nawiedzenia NMP w Bukównie. 